# Contaminació radioactiva

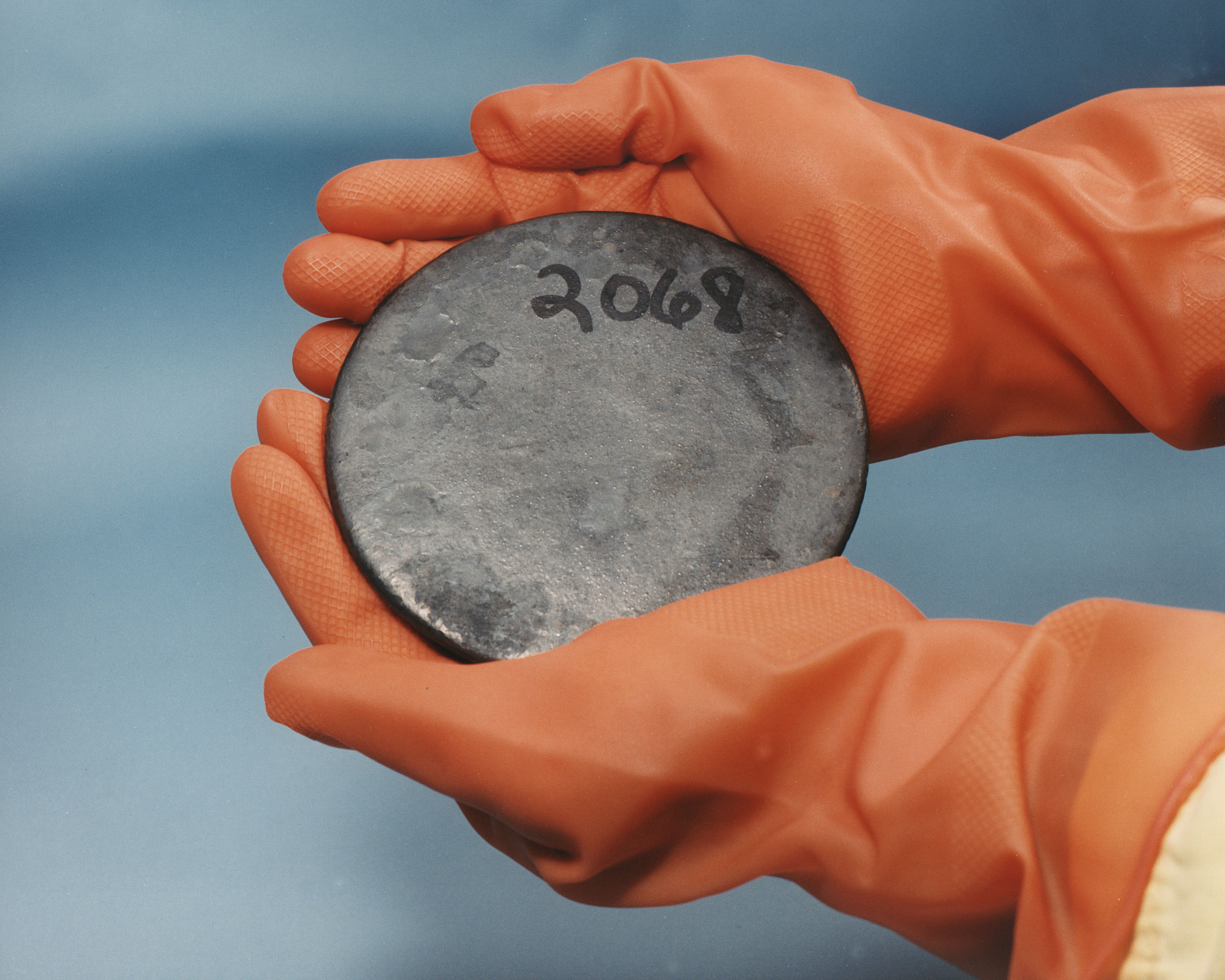
L'urani és un contaminant radiactiu

La contaminació radioactiva és la contaminació consistent en la presència no desitjada de radioactivitat natural o artificial. Les emissions d'isòtops radioactius a l'aigua (contaminació fluvial, d'aigües freàtiques, marina, etc.) o a l'aire (contaminació atmosfèrica) generalment estan regulades per la llei, i poden ser degudes a excavacions arqueològiques, activitats mineres, construcció, agricultura, tabaquisme, usos industrials (per exemple, per a mesurar la quantitat de refresc amb què s'omple cada llauna), mèdic (com a una radiografia), etc. La radioactivitat atmosfèrica natural a més augmenta amb les emissions de contaminants i partícules sòlides a l'aire. Les tècniques per descontaminar, o intentar minvar la contaminació radioactiva, són diferents segons les substàncies contaminants i el tipus de contaminació.

Símbol per indicar la presència d'un compost radioactiu

En el cas de la contaminació radioactiva en éssers vius, se sol fer la distinció entre contaminació radioactiva externa, que és el fet que substàncies radioactives es dipositin sobre la seva superfície (pell, pèl, etc.), i contaminació radioactiva interna, més perillosa, que és quan aquestes substàncies entren a l'interior de l'organisme de l'ésser viu per l'alimentació o la respiració.
La contaminació radioactiva implica la possibilitat d'irradiació, que és el fet de sotmetre un material o un organisme a l'efecte de les radiacions. La irradiació per contaminació és igual en el cas que les fonts de radioactivitat siguin naturals o artificials. Quan es tracta d'un organisme viu diem que hi ha irradiació externa quan la radiació prové de l'exterior de l'organisme, i en aquest cas és major com més a prop estigui la font de radiacions de l'organisme, i irradiació interior quan aquesta és a dins del seu cos, com ocorre per exemple en algunes aplicacions mèdiques, a les que hom beu substàncies radioactives o aquestes són injectades a la sang.